# 기니의 역사
현재의 기니는 1958년까지 존재하지 않았지만, 이 지역의 역사는 유럽의 식민지화 이전까지 거슬러 올라간다. 현재의 경계는 1958년까지 기니를 통치했던 프랑스, 베를린 회담에 의해 식민지 기간 동안 결정되었다.

## 고대와 중세

### 수수족의 남하와 번영하는 제국

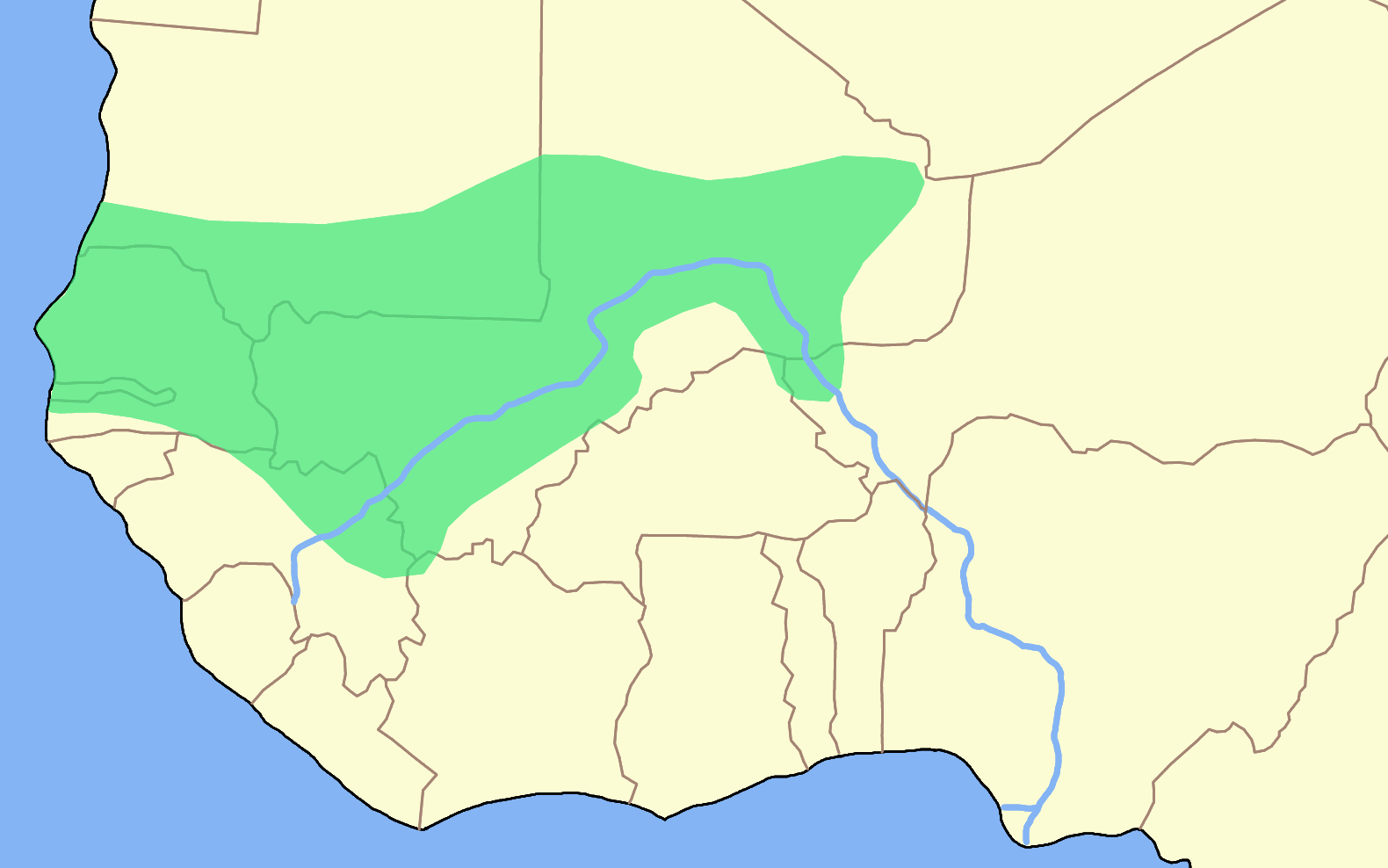
말리 왕국 (13세기)

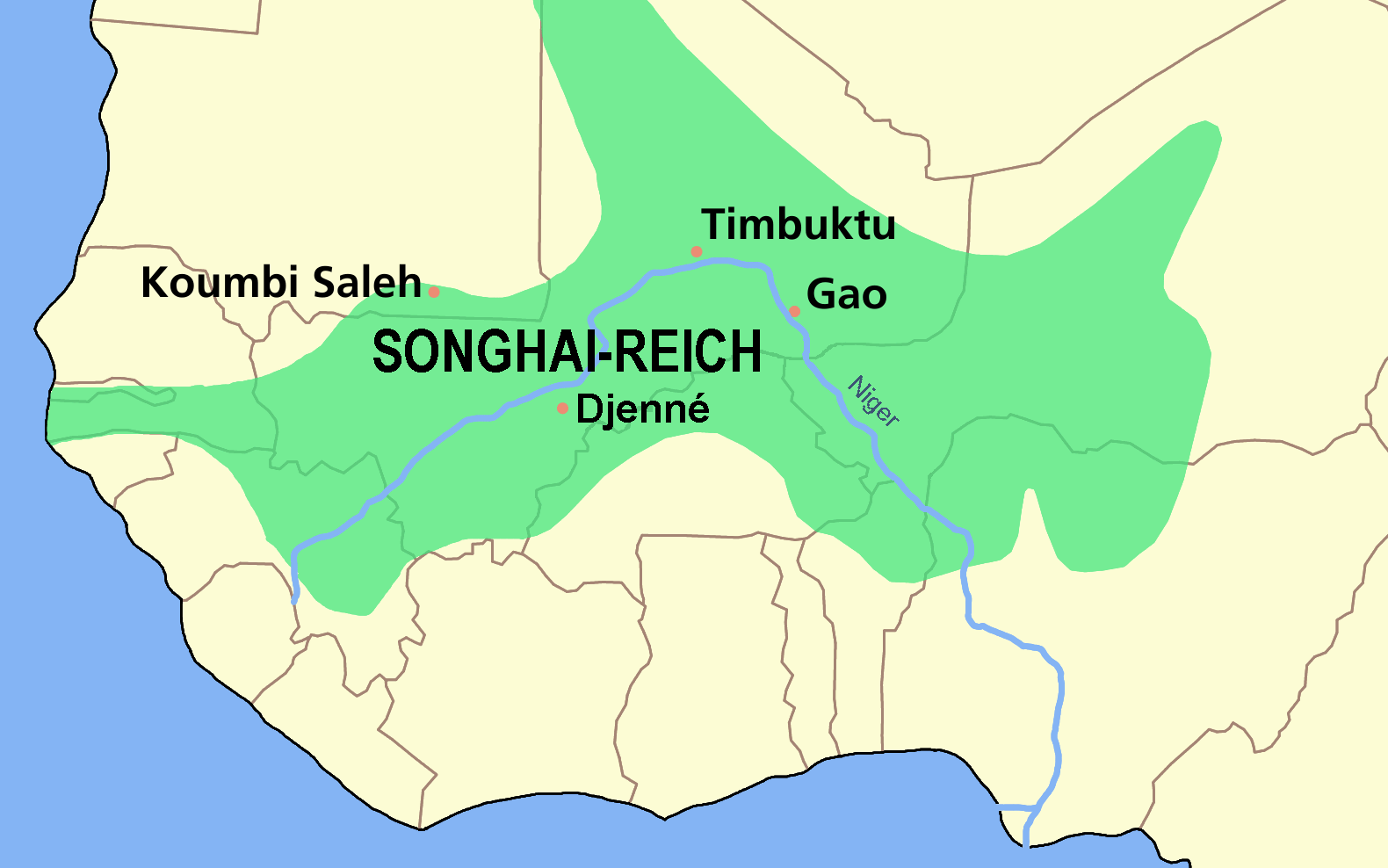
송가이 왕국 (15세기)

900년대에 수수족이 북쪽과 동쪽의 사하라 사막지대로부터 대거 남하해 기니의 원주민인 바가족을 대서양 해안 쪽으로 내쫓아 기니 지역을 중심으로 13세기에 소왕국들을 건국하며 점점 세력이 확대되어, 기니 지역의 해안지대에까지 지배권을 확대했다.
그 중 대표적인 왕국인 소쏘 왕국은 12세기에서 13세기 동안 번영했고, 송가이 제국은 이 시대의 어떤 기니 지역의 제국보다 번영했다. 그 곳에서 가장 번영한 도시 '팀북투'는 인구가 8만명에 이르렀고, 200여개가 되는 학교가 있었다. 손니 알리왕은 투아레그족과 모시족을 추방하고 니제르강 상류 ~ 중류 지역에 일대 제국을 구축했다. 무하마드왕은 광대한 통치조직을 확립하고 과세제도를 정비하여 국가재정을 안정시켰다. 또 이슬람교를 허용해 사하라를 통한 교역은 활발해졌고, 젠네, 통부크투, 우알라타 등의 도시는 교역·종교·학문의 중심지가 되었다. 16세기 초 남쪽의 카치나, 자리아, 카노의 하우사족 등 여러 국가를 정복하여 영토는 대서양 연안까지 이르렀으며 북방에서는 투아레그족의 근거지 에일과 아가데스를 점령했다. 그러나 왕이 죽은 뒤 계속되던 계승자 싸움과 1590년 북아프리카의 모로코군의 3만명의 대군의 화약 무기를 통한 공격으로 송가이 제국을 공격해 결국 전쟁으로 국가는 분열되어 없어져 버렸다.
16세기에 기니 지역의 풀라니족은 푸타잘롱 지역에 풀라니 제국이라는 제국을 건국했다. 1725년에는 기니 지역 주민들을 무슬림으로 개종하기 시작했고, 이 제국은 19세기까지 존속했다.

## 식민지 시대

### 노예 매매
15세기 중엽부터는 포르투갈인들이 기니 해안까지 진출, 노예 무역을 발전시켰다. 기니의 해안지방에서 이뤄진 노예매매는 삼각 무역안에 다른 곳에 일하기 위하여 수출되었다. 이 노예 매매는 아프리카의 인구의 반보다 더 팔려나갔다고 일부는 주장하기도 한다. 17세기에는 프랑스인들이 기니의 강중 하나인 누네즈 강 유역에서 활동했으나, 19세기까지는 노예 및 상아 무역이 해안지대에서만 행해졌으며, 포르투갈인들이 이를 주도했다.

### 기니의 식민지 지배와 독립 운동
기니 지역의 지배는 프랑스 군 침투로 시작되었다. 19세기 초에는 프랑스인들이 누네즈 강 연안에 식민지를 개척, 1849년 기니 해안지대를 프랑스 보호령으로 선포했다. 프랑스는 이 보호령을 '리비에르뒤쉬드'라고 명명했다. 이 지역은 프랑스령 기니로 바뀌었고, 1895년에는 프랑스령 서아프리카 연방에 편입되었다. 이때 풀라니 제국이 프랑스 군의 공격 끝에 멸망했고, 남부 기니도 프랑스 군이 어렵게 이겨 지배를 시작했다.
한편, 기니도 독립운동이 전개되었다. 말링케족의 지도자 알마미 사모리 투레가 이끄는 독립운동은 20세기까지 지속되었고, 그의 독립운동은 그의 아들 아메드 세쿠 투레까지 이어졌다. 아메드 세쿠 투레는 독립운동의 늘 노동조합운동과 결부되어 온 점이다.

## 독립과 정부 수립

### 독립
제2차 세계대전이 끝난 후 프랑스는 프랑스 식민지를 프랑스 공동체에 가입시켜 자율성과 즉시 독립 또는 선택권을 주었다. 그러자 기니에선 1958년 프랑스 공동체를 탈퇴하였고, 1958년 10월 2일 대통령으로 기니민주당(PDG)의 아메드 세쿠 투레가 되었고 아메드 세쿠 투레는 국민 투표를 실시해 공화국을 선포해 '족쇄로부터의 자유와 가난으로부터의 자유'라는 슬로건을 내걸고 독립을 선언했다. 그러자 프랑스 대통령 드골은 이에 반발하여 프랑스 행정을 철수시키고 모든 시민 공문서와 군 시설을 파괴시키고, 심지어 전화선까지 끊었다. 또한 프랑스 인들의 자본의 유출로 인해 기니의 경제는 붕괴된다. 이후 프랑스의 지원이 다시 시작되었지만 기니와의 관계는 나빠진 뒤였다.
기니는 프랑스와 관계가 나빠진 뒤 소비에트 연방과 동조하여 소비에트 연방처럼 행정, 정책을 같게 맞추고 사회주의 방침을 채택했다. 그런데도 불구하고 기니는 미국와 그 외의 자본주의 국가에서 원조와 투자를 받는 것을 계속했다.

### 아메드 세쿠 투레의 독재와 란사나 콩테의 군사 쿠데타

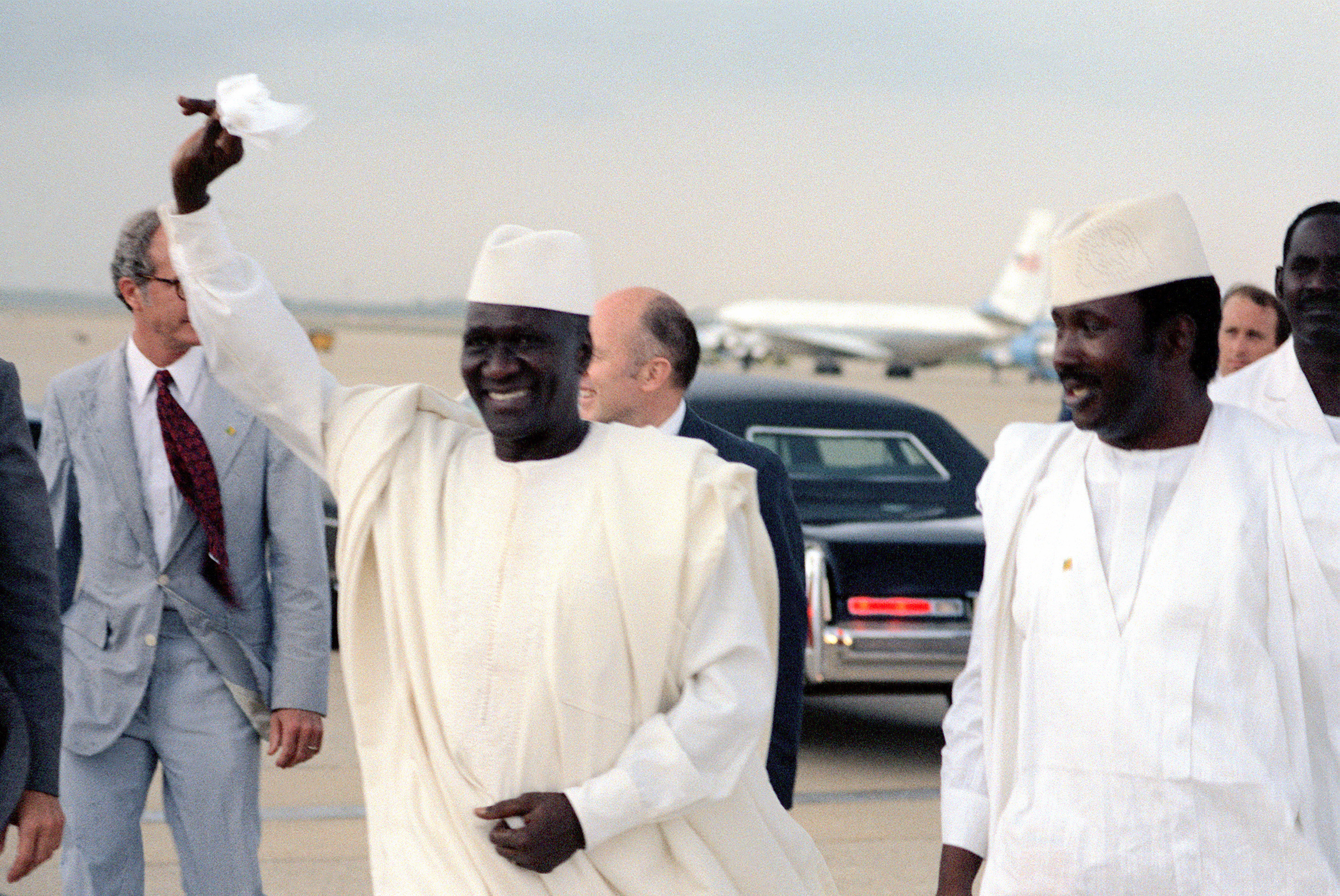
아메드 세쿠 투레

1968년 1월 아메드 세쿠 투레가 재선하자 기니는 일당 공산독재가 계속되기 시작했다. 그 이후 아메드 세쿠 투레는 1974년과 1982년 총선거에서 승리, 독재의 길을 걸었다. 그리고 독재를 위해 당 및 정부안에 자신의 위치가 자리 잡기위해서 아메드 세쿠 투레는 점차적으로 자신의 출신 부족인 말링케족에 의지했다. 그래서 아메드 세쿠 투레 정권은 소련 작풍 형무소 gulags안에 수 천명을 투옥했다. 하지만 투옥된 이들은 아무 죄도 없었고, 아메드 세쿠 투레는 자신의 반대 세력에게 위협하기 위해 그들을 투옥했다. 그래서 기니는 아메드 세쿠 투레의 망상으로 외국 국가에게서 고립되어 경제를 파탄에 이르게 만들었다.
그러던 중 아메드 세쿠 투레는 1984년 3월 26일 미국에서 심장 수술을 하는 중에 사망했고, 임시로 대통령의 역할은 Diarra Traoré 국무총리에 의해 대체되었다. 그러는 동안 기니 군에서는 1984년 4월 3일에 란사나 콩테가 Diarra Traoré로부터 쿠데타를 일으켜 정권을 잡았다. 그는 기니민주당과 의회를 해산하고, 25명으로 구성된 국가재건군사위원회(CMRN)를 구성, 란사나 콩테는 대통령이 되었다.
란사나 콩테은 즉시 이전 정권 기록을 비난하고, 250명의 정치범을 석방하고 사회주의 체제에서 벗어나려 했다. 하지만 이 조치는 민심을 얻기 위한 것이었고, 나라의 빈곤은 나아지지 않고 나라는 민주주의로의 이동의 움직임을 보이지 않았다.
란사나 콩테는 1990년 12월 23일 신헌법을 국민 투표로 통과시키고, 1992년에는 복수정당제를 도입하고, 1993년 12월 대통령 선거 및 1995년 6월 총선을 실시, 정권을 민정에 반환했다. 그러던 중 1996년, 쿠데타로 대통령궁이 폭격되었고, 이어서 1998년 6월 기네비소 정변에는 500명의 군병력 파견을 하는 등 국내 상황이 급박하게 돌아갔다. 이 사건에는 프랑스 비에라 전 대통령 지원하기도 하여 1999년 3월 기니에서 철수했다. 이런 가운데 란사나 콩테는 1998년 12월 대통령 재선을 했다. 2003년 12월, 그는 96%의 지지율로 3선에 성공했다.
2021년 9월 5일, 알파 콩데 정권에 대한 쿠데타 시도가 일어났다.

## 같이 보기
- 기니의 정치